# 마리아 오브리언
머라이어 오브라이언(Mariah O'Brien, 1971년 1월 1일 ~ )은 미국의 전 배우, 인테리어 디자이너이다. 2005년부터 머라이어 오브라이언 인테리어스를 운영 중이며, 2006년 이후로 연기 활동을 하지 않고 있다.
오하이오주에서 태어났다.

## 출연 작품

### 영화
- 할로윈 6 (1995)
- 존 말코비치 되기 (1999)
- Puzzled (2001) - 알렉산드라 노턴 역
- Ordinary Madness (2001) - 베티 역
- Jam (2004) - 로즈 역 (단편)